# 李安國
李安国，BBS（1954年10月11日—），男，美籍香港学者，信息技术专家，电气电子工程师学会会士(IEEE Fellow)。李教授于2001年获得香港特別行政區政府铜紫荆星章，并是 Croucher Senior Research Fellowships获得者之一。

## 生平
李教授现任香港大学電機電子工程系信息工程学首席教授，兼任電機電子工程系系主任。他同时担任港大科橋有限公司 (Versitech Ltd.)，新意網，中华网，以及中国安芯控股有限公司的执行董事。他同时担任HKU Initiative on Clean Energy & Environment (HKUICEE)执行委员会主席。
于2007年至2012年，李教授曾担任香港大学工程学院副院长。在此前，他曾担任南加州大学EE教授，并且担任資訊科學研究院院长。在1987到1989年间，李教授曾担任IEEE Communications Society电子通讯技术委员会主席。
李安国教授的博士导师是Prof. Wilbur B. Davenport，Robert Fano的学生之一.